# Землов
Землов (нім. Semlow) — громада в Німеччині, розташована в землі Мекленбург-Передня Померанія. Входить до складу району Передня Померанія-Рюген. Складова частина об'єднання громад Рібніц-Дамгартен.
Площа — 34,38 км2. Населення становить 693 ос. (станом на 31 грудня 2020).